# Charles Schuchert
Charles Schuchert (* 3. Juli 1858 in Cincinnati, Ohio; † 20. November 1942 in New Haven, Connecticut) war ein US-amerikanischer  Paläontologe, der führend an der Entwicklung der Paläogeographie mitwirkte, dem Studium der Verteilung von Land und Meer in der geologischen Vergangenheit. 1904 prägte Schuchert den Begriff Paläobiologie.

## Wissenschaftliche Laufbahn
Während der 1880er Jahre verdiente Schuchert, der nie eine wissenschaftliche Ausbildung genossen hatte, sondern lange Zeit in der Schreinerei seines Vaters gearbeitet hatte, zusammen mit seinem Freund Edward Oscar Ulrich sein Geld damit, Illustrationen für wissenschaftliche Veröffentlichungen verschiedener geologischer Dienste zu zeichnen, während er jede Freizeit dazu nutzte, seine stetig wachsende Fossiliensammlung zu vergrößern. 1889 bot ihm James Hall eine Stelle in Albany an. Nach Schucherts Aussage lag dies wohl nicht so sehr an seinen fachlichen Fähigkeiten, sondern eher an seiner feinen Sammlung von Brachiopoden: Hall war bekannt dafür, dass er für die Nutzungsrechte an herausragenden paläontologischen Sammlungen die seltsamsten Umwege in Kauf nahm. Schuchert wurde denn auch zunächst nicht das Recht zur Veröffentlichung von wissenschaftlichen Arbeiten zugestanden, und Hall veröffentlichte Anfang der 90er Jahre zusammen mit John Mason Clarke das Werk An Introduction to the Study of the Genera of Paleozoic Brachiopoda, an dem Schuchert keinen geringen Anteil hatte.
Im Anschluss an die Arbeiten zu dieser Veröffentlichung konnte Schuchert schließlich doch als Autor tätig werden und tat dies auch mit einer Arbeit zu den Brachiopoden von Minnesota. 1893 fand er eine Stelle beim United States Geological Survey und wurde Assistent bei Charles D. Walcott, dem Chefpaläontologen des Surveys, nur um kurze Zeit später zum Peabody Museum der Yale University zu Charles Emerson Beecher abgestellt zu werden, dem er bei der Auswertung der Marsh-Collection half, einer Sammlung von unterkarbonischen Crinoiden aus Indiana. Beecher machte ihn vertraut mit der breiten und übergreifenden Sichtweise, die Schucherts Werk später kennzeichnete.
Schuchert war in den Jahren 1894 bis 1904 Assistenz-Kurator der Abteilung Wirbellose des National Museum of Natural History.
Anschließend wechselte er zur Yale University, um dort die Nachfolge von Charles E. Beecher anzutreten, des ersten Professors an der Yale University für die Paläontologie der Invertebraten. Die Stelle an der Yale University brachte es mit sich, dass er gleichzeitig Professor der Paläontologie und auch der historischen Geologie an der Sheffield Scientific School der Yale University war. Unter Schucherts Schülern sind Percy Edward Raymond, William Henry Twenhofel und Carl Owen Dunbar zu nennen. Der Unterricht von jungen und noch wenig mit der Materie vertrauten Studenten zwang den an den akademischen Betrieb des Museums gewöhnten Schuchert dazu, eine manchmal schmerzvolle Wandlung zu vollziehen. Um den Studenten einen Überblick über die wechselvollen Verhältnisse von Land und Meer im paläozoischen Amerika zu verschaffen, begann er mit dem Entwurf von paläogeographischen Karten, eine Aufgabe, die ihn den Rest seines Lebens beschäftigen und ein Werk von mehr als 150 solcher Karten ergeben sollte.
Nachdem er 1909 der Leiter der geologischen Abteilung an der Sheffield School wurde, und 1918/1919 der Vorsitzende dieser Abteilung an der Yale University selber, zog er sich 1921 aus dem Lehr- und Verwaltungsdienst zurück, um sich nur noch seinen Studien zu widmen. Einige Zeit war er noch Professor und Kurator Emeritus, aber 1926 gab er alle Ämter ab.
Von allen Verpflichtungen befreit, veröffentlichte er in den darauf folgenden zwei Jahrzehnten zahlreiche wissenschaftliche Arbeiten. Von seinem zentralen Thema, den Brachiopoden, wandte er sich unter anderem dem Studium der fossilen Überlieferung im Zusammenhang mit der damals gültigen Geosynklinal-Theorie zu, die er mit zahlreichen Einzelheiten unterstützen konnte.
Sein krönendes Lebenswerk über die geologische Geschichte Nordamerikas konnte er nicht vollenden, von den geplanten drei Bänden der Historical Geology of North America wurden nur zwei veröffentlicht, bevor er 1942 starb, der dritte blieb unveröffentlicht.

## Ehrungen und Auszeichnungen
1910 wurde Schuchert zum Präsidenten der Paleontological Society gewählt und in die National Academy of Sciences, 1913 in die American Philosophical Society, 1915 in die American Academy of Arts and Sciences und 1922 zum Präsidenten der Geological Society of America. Er war Mitglied von wissenschaftlichen Vereinigungen in Belgien, China, Deutschland, England, Norwegen, Österreich, Russland und Schweden. Neben anderen Preisen wurde er 1934 mit der Penrose-Medaille der Geological Society of America ausgezeichnet. Nach ihm ist der Charles Schuchert Award der Paleontological Society benannt. Im Jahr 1925 wurde er zum Mitglied der Leopoldina gewählt. 1929 wurde er zum korrespondierenden Mitglied der Göttinger Akademie der Wissenschaften gewählt.

## Werke
- 1897: A Synopsis of American Fossil Brachiopoda. Including Bibliography and Synonomy. (= United States Geological Survey Bulletin, Band 87)
- 1902: Paleozoic seas and barriers in eastern Morth America. In: New York Stae Museum Bulletin. Band 52, S. 633–663 (mit E. O. Ulrich)
- 1910: Paleogeography of North America. In: Geological Society of America Bulletin. Band 20, S. 427–606
- 1915: A Text-Book of Geology. Part II: Historical Geology. S. 405–1025, Wiley & Sons, New York (mit L. V. Pirsson)
- 1923: Sites and Nature of the American Geosynclines. Presidential Adress before the Geological Society of America. In: Geological Society of America Bulletin. Band 33, S. 665–670
- 1927: The Earth and Its Rhythms. D. Appleton & Cie., New York (mit C. M. LeVene)
- 1930: Orogenic Times of the Northern Appalachians. In: Geological Society of America Bulletin. Band 41, S. 701–724
- 1932: Brachiopod Genera of the Suborders Orthoidea and Pentameroidea. (= Memoirs of the Peabody Museum of Natural History, Band 4, Teil 1, mit G. Arthur Cooper) (Digitalisat)
- 1935: Historical Geology of North America. Part I. Historical Geology of the Antillean-Caribbean Region. Wiley & Sons, New York
- 1943: Historical Geology of North America. Part II. Stratigraphy of the Eastern and Central United States.
- Historical Geology of North America. Part III. Stratigraphy of Greater Acadia, eastern and central Arctic Canada, the Arctic Archipelago, and Greenland, with atlas of paleogeographic maps. (unveröffentlicht)